# Домінік Бедель
Домінік Бедель (фр. Dominique Bedel; нар. 20 лютого 1957) — колишній французький тенісист.
Найвищу одиночну позицію світового рейтингу — 41 місце досяг 1 листопада 1982 року.
Найвищим досягненням на турнірах Великого шолома було 3 коло в одиночному розряді.

## Фінали за кар'єру

### Одиночний розряд (1 перемога)
| Результат | W/L | Рік  | Турнір           | Покриття | Суперник       | Рахунок       |
| --------- | --- | ---- | ---------------- | -------- | -------------- | ------------- |
| Перемога  | 1–0 | 1980 | Богота, Колумбія | Ґрунт    | Карлус Кірмайр | 6–4, 7–6      |
| Поразка   | 1–1 | 1982 | Токіо, Японія    | Ґрунт    | Джиммі Аріес   | 2–6, 6–2, 4–6 |

### Парний розряд (1 поразка)
| Результат | W/L | Рік  | Турнір            | Покриття | Партнер     | Суперники                       | Рахунок       |
| --------- | --- | ---- | ----------------- | -------- | ----------- | ------------------------------- | ------------- |
| Поразка   | 0–1 | 1983 | Флоренція, Італія | Ґрунт    | Бернар Фріц | Франсіско Гонсалес Віктор Печчі | 6–4, 4–6, 6–7 |